# Akierra Missick

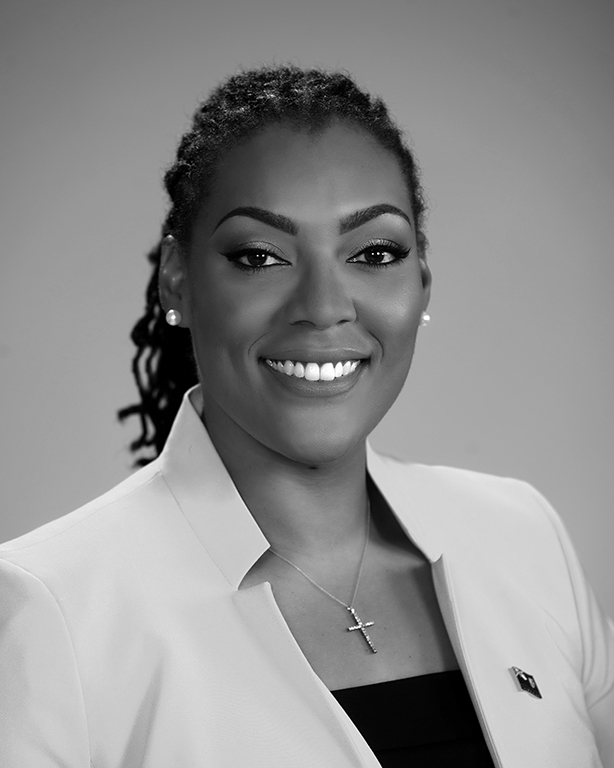
Hon. Akierra Mary Deanne Missick

Akierra Mary Deanne Missick (sinh năm 1983) là một luật sư và chính trị gia đến từ quần đảo Turks và Caicos. Bà từng là Phó Thủ tướng và Bộ trưởng Bộ Giáo dục, Thanh niên, Thể thao và Văn hóa Quần đảo Turks và Caicos từ ngày 18 tháng 11 năm 2012  đến ngày 15 tháng 12 năm 2016. Missick được bầu lại trong cuộc tổng tuyển cử năm 2016 với tư cách là nghị sĩ cho Leeward & Long Bay ED5.

## Nghề luật
Missick đã tham gia tại các phiên tòa của Anh và xứ Wales và phiên tòa của Quần đảo Turks và Caicos. Bà làm việc như một cộng tác viên cho công ty luật của Misick & Stanbrook, nơi bà chuyên giải quyết tranh chấp, luật công ty, luật y tế và luật thương tích cá nhân.

## Sự nghiệp chính trị
Missick trở thành thành viên của Đảng Quốc gia Tiến bộ vào năm 2002. Bà trước đây là Tổng thư ký của PNP. Bà đã từ chức từ tháng 8 năm 2009 để phản đối những tuyên bố của Michael Misick, nhưng vẫn tiếp tục là thành viên của đảng.
Vào tháng 8 năm 2012, Missick tuyên bố rằng bà sẽ tìm kiếm đề cử của PNP để có một vị trí tại Leeward District 5, Quan phòng cho cuộc tổng tuyển cử năm 2012. Do các quy định trong Hiến pháp mới năm 2011 của Quần đảo Thổ Nhĩ Kỳ và Caicos, điều này đòi hỏi bà phải từ bỏ bất kỳ sự trung thành với nước ngoài nào mà bà nắm giữ nhờ vào hành động của chính mình. Như Tổng chưởng lý Huw Shepheard nhận xét, những người chỉ sinh ra ở nước ngoài sẽ không bị ảnh hưởng bởi những thay đổi này, nhưng những người đã nộp đơn xin hộ chiếu nước ngoài khi trưởng thành. Missick, mặc dù là ứng cử viên duy nhất sinh ra ở Mỹ, khác xa với người duy nhất phải có hành động nhanh chóng để từ bỏ quốc tịch nước ngoài; Phó lãnh đạo Phong trào Dân chủ Nhân dân sinh ra ở Bahamas, Sharlene Cartwright-Robinson và một số thành viên khác trong đảng của bà cũng bị ảnh hưởng, và Đảng Tiến bộ Nhân dân mới thành lập đứng trước nguy cơ tất cả các ứng cử viên của họ bị loại. Missick từ bỏ quốc tịch Hoa Kỳ vào giữa tháng 10, bà được đề cử chính thức vào ngày 25 tháng 10. Bà chiến thắng trong cuộc bầu cử, và tuần sau đó được bổ nhiệm làm Phó Thủ tướng và Bộ trưởng Bộ Giáo dục, Thanh niên, Thể thao và Văn hóa. Missick được bầu lại tại Thành viên Nghị viện cho Leeward-Long Bay ED5 trong cuộc Tổng tuyển cử năm 2016.

## Cuộc sống cá nhân
Mẹ của Missick là Doreen Missick, cũng là một chính trị gia Quần đảo Turks và Caicos, và là cựu thành viên của Hội đồng Cố vấn. Missick được sinh ra ở Hoa Kỳ, và do đó có quyền công dân <i id="mwIA">jus soli</i> ở đó. Bà học tại trường tiểu học Ona Glinton trên đảo Grand Turk và sau đó là trường tiểu học Iris Stubbs ở Nam Caicos, và sau đó là Học viện MAST ở Miami, Florida ở Hoa Kỳ. Sau đó, bà chuyển đến Anh để tiếp tục đi học, học A level tại Trường cao đẳng Công giáo Đức Bà, LL.B thuộc Đại học Nottingham từ 2002 đến 2005, và Khóa học nghề luật sự của cô tại Inns of Court School ở Luân Đôn 